# La virgen de las Siete Calles (telenovela)
La Virgen de las Siete Calles (en inglés, "The Virgin of the Seven Streets" ) es una telenovela boliviana adaptada de una novela homónima de Alfredo Flores. Producida por Santa Cruz Films Producciones en 1987 con un total de 15 capítulos, la telenovela fue adaptada para televisión y dirigida por Enrique Alfonso y Juan Miranda.

## Sinopsis
Cuenta la historia de Zora Abrego (Marisol Méndez), única hija de Antonio (Eduardo Galarza) y Aurora (Marisol Méndez), quienes mueren en un accidente de caza e incendio. Tras perder a sus padres, Zora queda a cargo de su tía Paulina (Betty Justiniano), quien odiaba a la niña porque envidiaba la vida de Aurora.
Cuando Zora, la "Virgen", madura, es virtualmente vendida por Paulina a Juvenal Roca (Agustín Saavedra), quien al cabo de un tiempo huye tras cometer un delito, Zora conoce al recién llegado Carlos Toledo (Juan Carlos Zambrana) en una fiesta. El romance se desarrolla entre ellos tras el regreso de Juvenal, pero ninguno de ellos dos sabe, que su destino les depara una tragedia.

## Elenco
- Marisol Méndez como Zora Abrego, una mujer hermosa, apodada La virgen de las 7 calles, debido a sus facciones perfectas, lo que llevó a que su propia comunidad (Las 7 calles) la considerase, una virgen.
  - También Marisol Méndez como Aurora, madre de Zora, quien murió en el accidente, junto con su esposo, Antonio. 
    - Claudia Alfonso como Zora Abrego (niña)
- Juan Carlos Zambrana como Carlos Toledo, interés amoroso de Zora tras el escape de su prometido, Juvenal. Es un joven estudiante que regresa de Buenos Aires para culminar sus estudios.
  - Ricardo Alfonso como Carlos Toledo (niño)
- Agustín Saavedra como Juvenal Roca, el prometido de Zora. Pacta con la tía de la misma, Paulina, con el fin de llevarse a Zora y posterior a ello, la trata como a un objeto, humillandola.
- Efraín Capobianco como Juan Bravo
- Carlos Jordán como Alberto Chávez
- Betty Justiniano como Paulina, la tía de Zora.
- Eduardo Galarza como Antonio, padre de Zora.
- María del Carmen de Alfonso como Sra. Concepción
- Frida Soria como Tía Petrona
- Etelvina Peña como Tía Virginia
- Antonio Anzoátegui como Coloreta Gutiérrez
- Danny Matiezo como Rosa
- Enrique Alfonso como Diego Marañón
- Raúl Bauer como Ramirito
- Sandra Sorich como Carolina
- Sandra Mercado como Alicia
- Marcia Capobianco como Josefina
- Luis Valenzuela como Aurelio Ortiz
- Jasmine Soruco como Bailarina española

También participaron Jaime Sebastián, Delmiro Vargas, Jorge Flores, Bernardo Céspedes, Lorgio Jordan, Roxana Capobianco, Genoveva Quevedo, Mónica de Urey, Francisco Viscarra, Fanny de Alfonso, Udalrrico Zambrana, Willie Grunbaum, Rosa María Barba, Marcela Escalante, Joao Jose Antonio,  Enrique Amador, Garret Ohogins, Antonio Gil, Emigdio Ávalos, Edmundo Ribera, Lily de Rivero, José Luis Capobianco, Katty Gutiérrez, Mónica Landívar, Claudia landívar, Any Barroso, Rodolfo Suárez, Joaquín de La Fuente, Carlos Ortiz, Percy Román, Carlos Callau, Mireya De Díaz, Rómulo Dresco, Fernando Natusch, Paúl Chávez, Widen Sorich y Aída Terrazas

## Producción
Fue considerada una de las primeras miniseries dramáticas producidas en Bolivia. Tanto la producción literaria como la televisiva fueron bien recibidas por el público cruceño de Bolivia. El éxito relativo de la serie de televisión, ocasiono que el libro haya vuelto a cobrar relevancia.

### Diferencias entre el libro y la serie
La producción televisiva solo presentaba la historia de las costumbres y el amor, dejando de lado el trasfondo social que se describe en la novela.

### Banda sonora
La música de fondo estuvo a cargo de destacados músicos del medio conocidos como José René Moreno (a la guitarra), el sintetizador Pablo Orellana y Otto Rau. El tema de apertura fue una canción instrumental tocada en la armónica.